# 共進会

共進会の会旗である「鉄血十八星旗」後に中華民国の陸軍旗としても採用された。

共進会（きょうしんかい）は清末に結成された革命団体。武昌起義の中で大きな役割を果たした。

## 共進会の成立
共進会は1905年8月18日に日本の東京で、中国同盟会の分派であった。当時の同盟会の指導者は孫文であり、緩やかな革命方針を採用し、清国南部の辺境地区で革命を起こし、次第に満一の統治の中心部に進出することを計画した。これらの方式は多くの批判を生み、多くの参加者は長江流域での革命蜂起を主張した。1907年初頭、孫文が日本を離れると、異なる主張を有すメンバーにより運営が行われるようになり、同盟会の庶務幹事である劉揆一は同盟会の再結成によりメンバーを統一することを計画したが成功しなかった。
張伯祥、鄧文翬、焦達峰、孫武、劉公等の主要メンバーは会議による議論により正式に共進会を結成、湖北、湖南、江西、四川出身の日本留学中の軍事学校生徒を中心に構成された。

## 目標および組織
共進会は結成後に白話文及び文言文による二種類の宣言を発表した。その中で各党派と共に革命を推進し清朝を打倒、旧制度の復活を目的とし、栄光ある偉大なそして重い責任を有すと宣言された。この外に規約10条を発表し、民主政治、地権平等、財産や社会上そして男女の平等と、中国の失われた権益奪取が定められた。
共進会は急進的な革命を主張し、同盟会の革命運動の中の指導的地位を認めながらも同盟会の活動に影響を与え、同盟会のメンバーからは分裂工作とも言える共進会の行動に不満が表明されている。
共進会の初代会長には張伯祥が就任したが、後に鄧文翬が会長に就任している。会長の下に内政、外交、財政、交通、軍事、海外華僑、党運営、参謀、出版などの9部が設置されると同時に、四川、湖北、湖南、安徽、江西、河南、江蘇、広東、広西の各都督を設置し、革命成功後の政務継承の準備を行っている。

## 華中部での発展
共進会の成立後、メンバーは漸次日本より帰国し革命準備が着々と進められた。その主要な活動内容は長江流域と一部広東、広西であり、張伯祥による四川、鄧文翬により江西支部（1908年）が設置されたが、それらでの活動地域は限定的なものであった。
その中で湖北地域では共進会は大きな発展がみられた。1908年に孫武により湖北分会が設置され、本部が漢口フランス租界に設置されると同時に両湖主要都市に連絡所が設置され、両湖地区の秘密結社である哥老会のメンバーが活動に参加するようになった。しかし1909年以降、孫武等の共進会幹部は秘密結社メンバーの紀律に問題があり暴力で問題を解決する傾向を知悉、さらに広西起義などの武装蜂起失敗を受けて、孫武は方針の転換を決定、湖北新軍の中に組織を拡大し、厳格な共進会規約の適用と組織化を推進し、他の革命組織との協力関係を模索した。

## 武昌起義
1909年以後、同盟会と共進会の間には多くの接触があった。その中には孫武が香港を訪問し同盟会に加盟し、同盟会の譚人鳳が武昌を訪問し活動資金を提供するなど協力関係の協議が可能となった。しかし革命運動の中心を長江流域にするか華南地方にするかについては合意に達せず、双方が各自の革命活動を維持することとなった。
文学社は1904年に科学補習所、日知会等の名称で結成された。1911年に文学社に改編され、共進会より以前に湖北地区で活動を行い、一般兵士を主な構成員としていた。1911年の広州起義失敗後、湖北地区での革命の重要性を認識した共進会と文学社は組織合併と革命蜂起を協議した。後に同盟会の譚人鳳も湖北に到着し合併に向けた協議が進められ、後の武昌起義の成功を導くこととなった。
武昌起義の成功後、共進会はその役割を終えたとして解散、政治活動を継続したメンバーの一部は同盟会に加盟し、後の副総統である黎元洪の下に終結している。